# Stress (gruppo musicale)
Gli Stress sono uno storico gruppo musicale Heavy metal brasiliano formatosi nel 1974 e tuttora attivi.

## Storia
Formati nel '74 dall'incontro dei futuri membri del gruppo in una scuola, furono la prima band metal brasiliana del mondo, ed anche la prima a commercializzare un album. La loro carriera iniziò reinterpretando brani di artisti quali Rolling Stones, Nazareth, Sweet, Led Zeppelin, Black Sabbath, Deep Purple e altri gruppi del genere. La formazione del tempo consisteva in: ChamoneI Andrè alla batteria, Leonardo Revenue alle tastiere, Roosevelt Bala alla voce, Wilson Mota alla chitarra e Paulo Lima al basso. Il primo concerto della band, se tralasciamo le varie esibizioni live agli anniversari della scuola, avvenne nel 1977.
Nel 1978 la band cominciò a lavorare ai primi pezzi, sotto l'influenza di gruppi metal quali Judas Priest, Saxon e Iron Maiden, cantati sia in inglese sia in portoghese, ma a causa della richiesta dei fan che volevano comprendere i testi, tutti i testi delle canzoni furono riscritti in portoghese.
La pubblicazione del primo album avvenne nel 1982, anno in cui vide la luce l'album omonimo del gruppo, Stress. L'album presentava uno speed metal molto duro in certi pezzi accompagnato da un metal classico in altre canzoni dove era ben più che evidente l'influenza di gruppi anni settanta quali Led Zeppelin, Black Sabbath e Deep Purple. I temi dell'album sono anche incentrati sul sociale, ne è un esempio la canzone Stressencefalodrama che denuncia fortemente la politica di censura e tortura adottata dal governo brasiliano in quegli anni. Molte delle canzoni hanno comunque dovuto subire cambiamenti ai testi o ai titoli per causa della censura di quei tempi. All'uscita dell'album segue un gran successo per la band, ad esempio la canzone O Oráculo do Judas fu una delle canzoni più ascoltate nelle radio in Rio de Janeiro, portando moltissimi fan alla band e mettendola sotto lo sguardo dei media Brasiliani.
Tre anni dopo la pubblicazione dell'album gli Stress ritornano sul mercato con l'album Flor Atômica (che presentò anche la traccia Sodoma e Gomorra, già vista nell'album precedente), consolidando lo status di gruppo di culto nella scena metal Brasiliana, scena che sarebbe stata successivamente dominata dal Thrash metal di gruppi come Mutilator, Atomica, Sepultura e Sarcófago.
Dopo la pubblicazione dell'album la band continuò a fare concerti ma non riuscì a produrre un altro gruppo quindi nel 1987 decisero di sciogliersi.
Nel 1995 però la band si riunì, pubblicando nel 1996 un nuovo album chiamato Stress III, contenente pezzi inediti. Segue dell'altro silenzio dalla band che viene rotto nel 2005 quando viene pubblicato un demo contenente solo una canzone inedita.
Attualmente vi sono delle voci di corridoio riguardo al fatto che la band sta lavorando a del nuovo materiale da pubblicare, ma non vi è stata nessuna dichiarazione ufficiale al riguardo.

## Formazione attuale
- Roosevelt 'Bala' Cavalcante - voce, basso
- Paulo Gui - chitarra
- André Lopes Chamon - batteria

## Discografia

### Album in studio
- 1982 - Stress
- 1985 - Flor Atômica
- 1996 - Stress III

### Demo
- 2005 - Demo